# De Nationaal-Socialist
De Nationaal-Socialist was een Belgisch Nederlandstalig nationaalsocialistisch tijdschrift gelieerd aan de Eenheidsbeweging-VNV.

## Historiek
Het tijdschrift was de opvolger van Hier Dinaso! - het weekblad van het Verdinaso - en ontstond na de samensmelting van het VNV, Verdinaso en Rex-Vlaanderen tot de Eenheidsbeweging-VNV. Hoofdredacteur was Pol Le Roy. De eerste editie verscheen op 14 juni 1941. Het blad had in deze periode de doelstelling voorlichting, vorming en scholing te brengen rond het nationaalsocialisme.
Nadat Le Roy steeds meer toenadering tot de Schutzstaffel (SS) zocht en ten slotte in september 1941 het VNV verliet, werd hij als hoofdredacteur van het tijdschrift opgevolgd door Albert Deckmyn. Onder zijn bewind kreeg het blad een sterk Diets karakter en verscheen vanaf 1943 Help U Self als bijlage dat handelde over de Dietsche Militie - Zwarte Brigade. Deze bijlage groeide in augustus 1944 uit tot een zelfstandig weekblad.
In mei 1944 werd het tijdschrift door de Militärverwaltung een verschijningsverbod opgelegd. Vanaf 17 juni 1944 verscheen De Nationaal-Socialist opnieuw met Antoon Mermans als hoofdredacteur. De laatste editie verscheen op 2 september 1944.

## Structuur
| Periode     | Hoofdredacteur |
| ----------- | -------------- |
| 1941        | Pol Le Roy     |
| 1941 - 1944 | Albert Deckmyn |
| 1944        | Antoon Mermans |

Bekende (ex-)medewerkers
- Frans Daels
- Albert Deckmyn[1]

- Luc Delafortrie[2]
- Albert Derbecourt[3]

- Pol Le Roy
- Antoon Mermans